# 正琳寺
正琳寺（しょうりんじ）は、愛知県稲沢市祖父江町森上本郷七7-5にある真宗大谷派の寺院。山号は野田山。本尊は阿弥陀如来。境内の南側を八神街道が通っている。

## 歴史

### 中世
もとは大和国宇智郡（現・奈良県）にあり、観寂寺と称する天智天皇の勅願所であった。本尊は天智天皇の作という伝承がある。
その後は転々とし、尾張国中島郡千代田村（現・愛知県稲沢市）に堂宇を建立した。蓮如の時代、五坊野門徒は正琳寺を取次として本願寺の門徒となった。

### 近世
織田信長や豊臣秀吉に御目見したり、彼らからの拝領物などがあったが、本願寺と織田信長が争った石山合戦の際に顕如に味方して石山本願寺に籠城したことで、拝領地が没収されるなどした。戦国時代、天正の兵火でことごとく焼かれたことで、正保3年（1646年）に中島郡森上村（現・稲沢市）に移転したとされる。
かつては尾張六坊のひとつに数えられ、72の塔頭を有していたとされるが、離散または荒廃したことで、幕末時点では尾張国に6ヶ寺、美濃国に2ヶ寺の末寺を有していた。

### 近代・現代
1891年（明治24年）10月28日、濃尾地震では本堂が倒壊した。1896年（明治29年）10月には本堂が再建され、1898年（明治31年）2月に改造された。

## 境内
- 本堂
- 山門

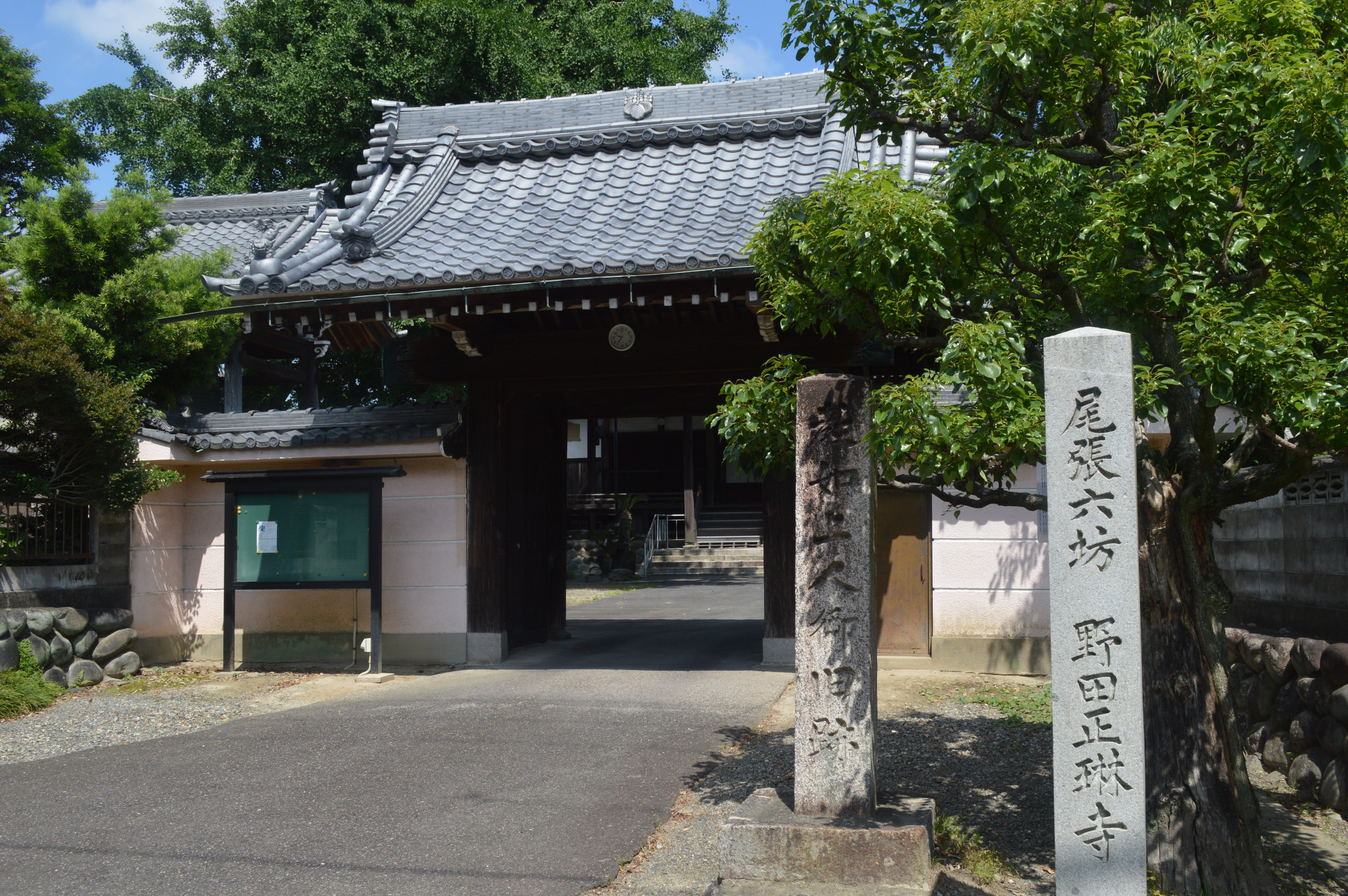
山門

- 鐘楼 - 梵鐘は1959年（昭和34年）正月に京都の三和梵鐘鋳造所が鋳造。音響設計は音響工学者の青木一郎（京都工芸繊維大学）。
- 墓地
- 馬頭観音
- 石碑「頌八木翁」 - 祖父江町における植樹業（植木産業）の祖である八木乾吉の功績を顕彰する石碑。1939年（昭和14年）4月15日に建立された[3]。
- 石碑「尾西鉄道轢死者記念碑」 - 尾西鉄道（現・名鉄尾西線）で事故死した人物9人の慰霊碑。1901年（明治34年）9月に森上駅に建立され、後に森上駅から正琳寺に移設された[4]。

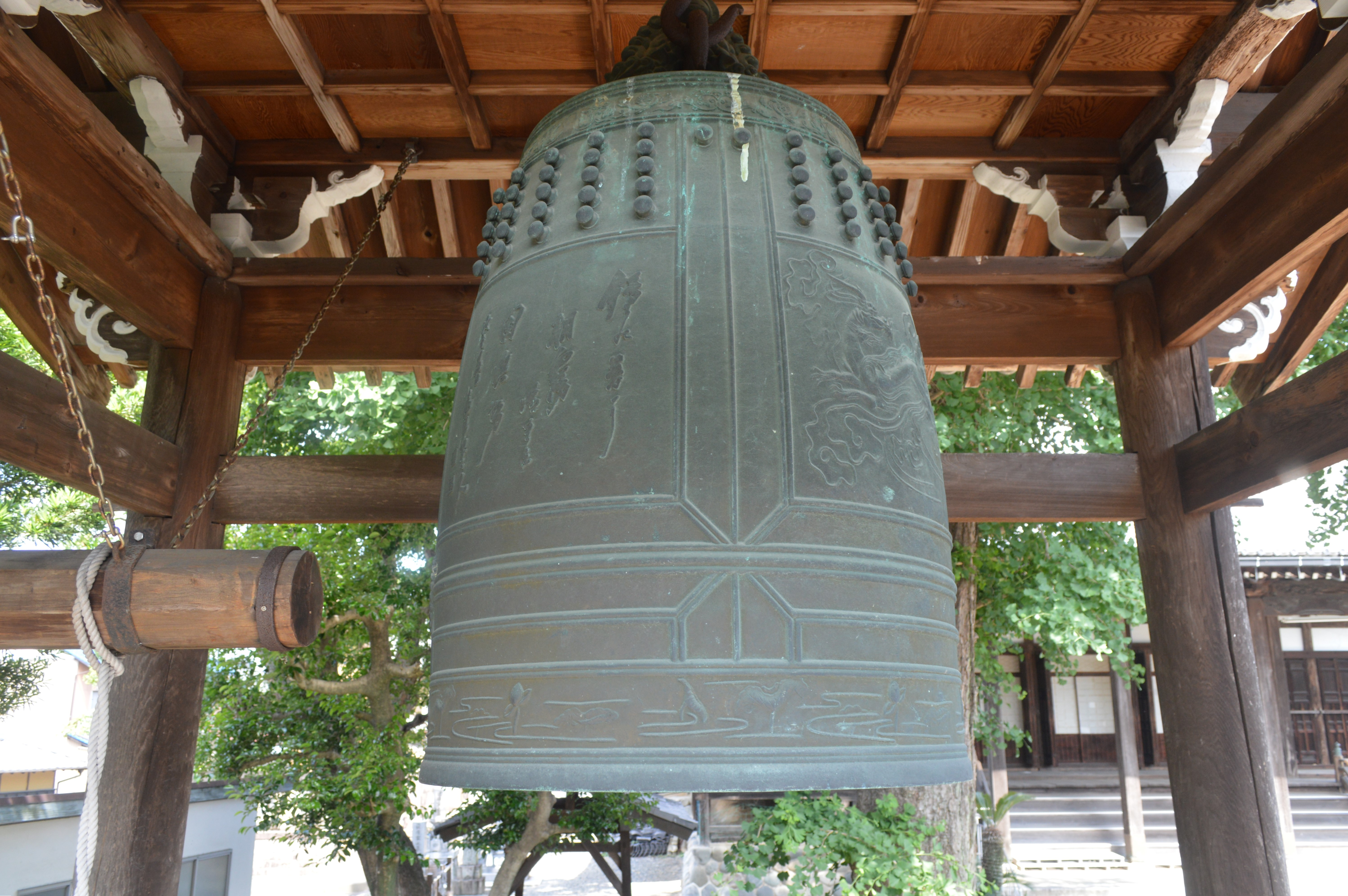
梵鐘
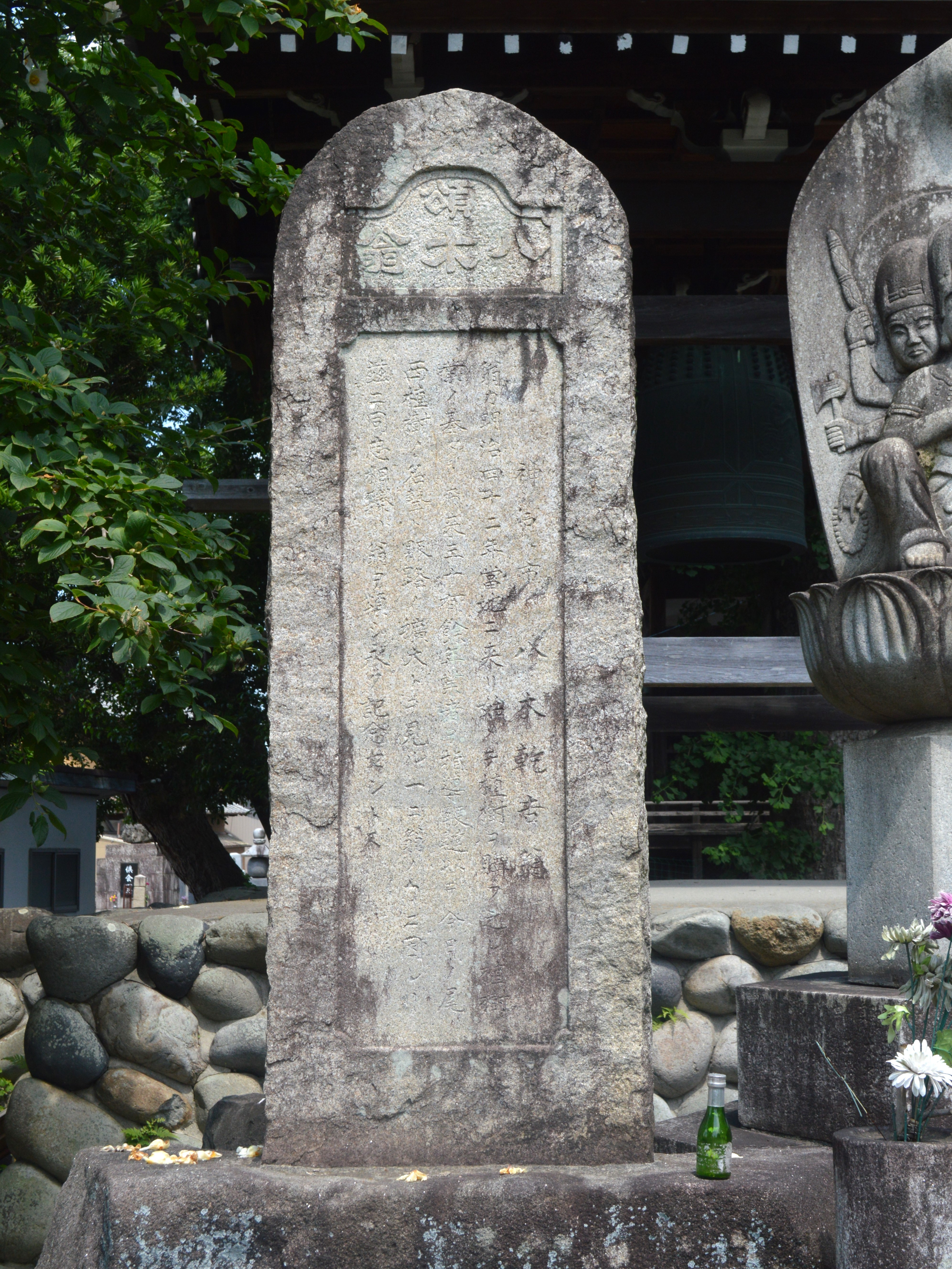
石碑「頌八木翁」
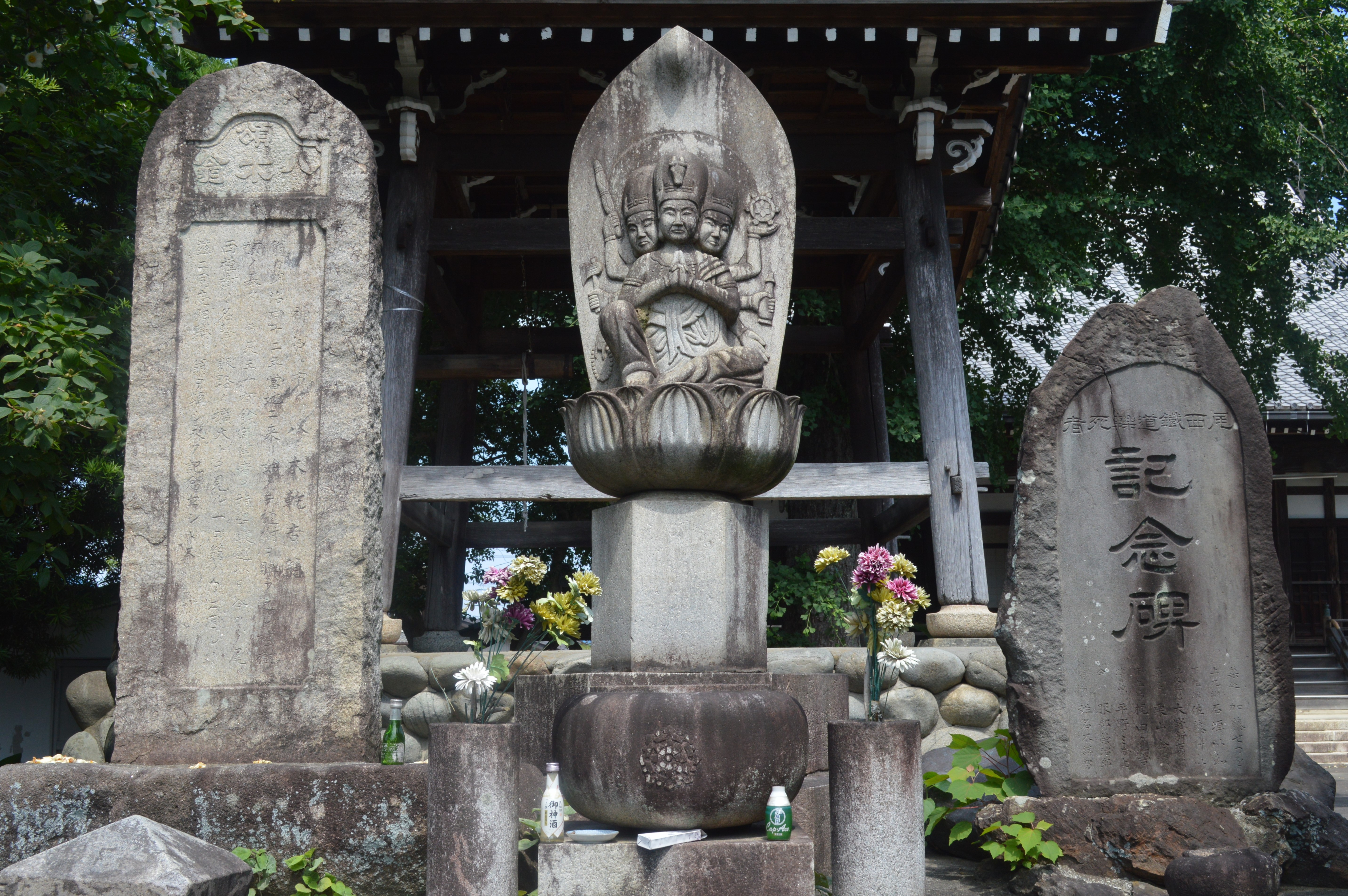
馬頭観音（中央）
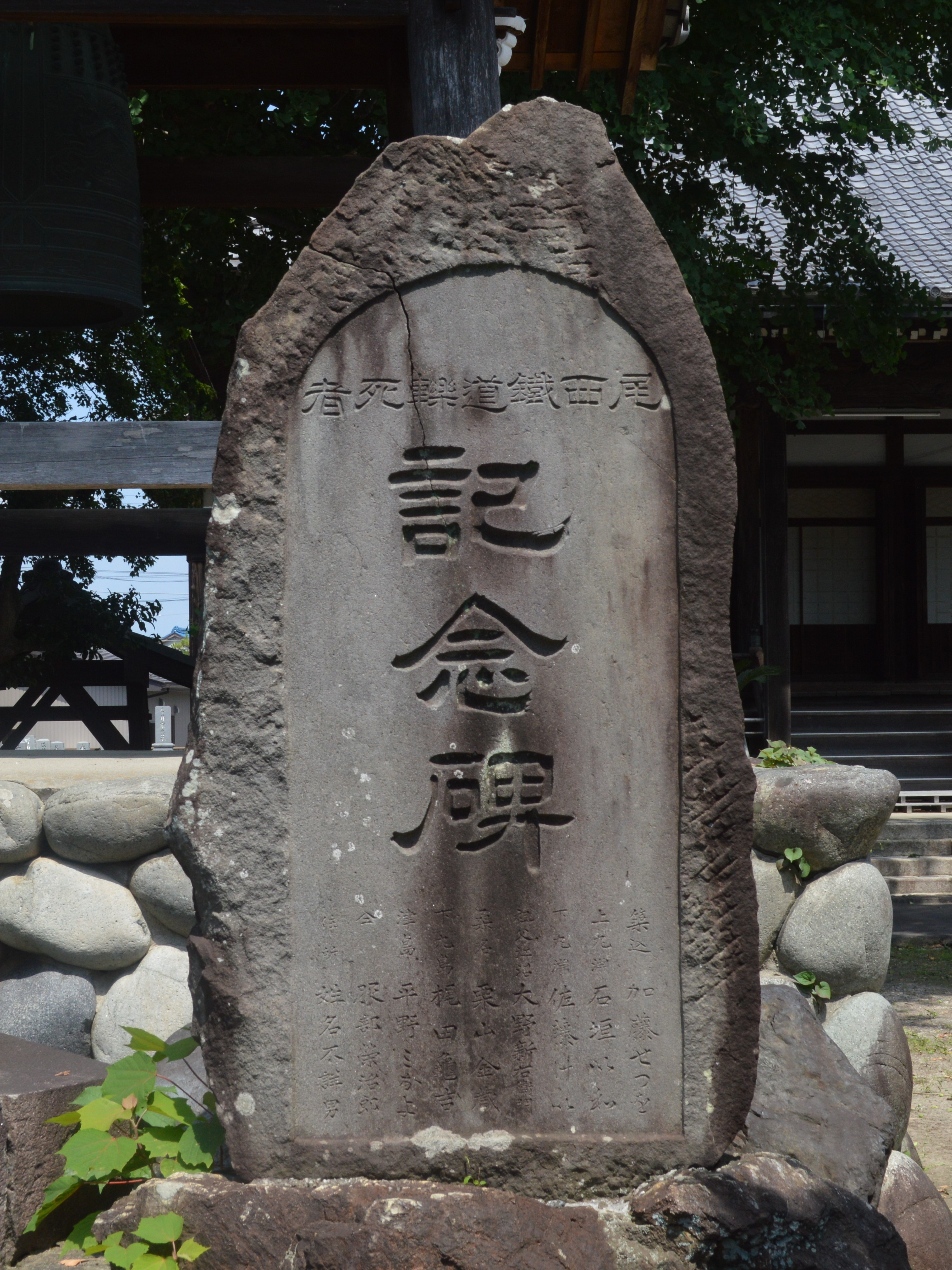
石碑「尾西鉄道轢死者記念碑」
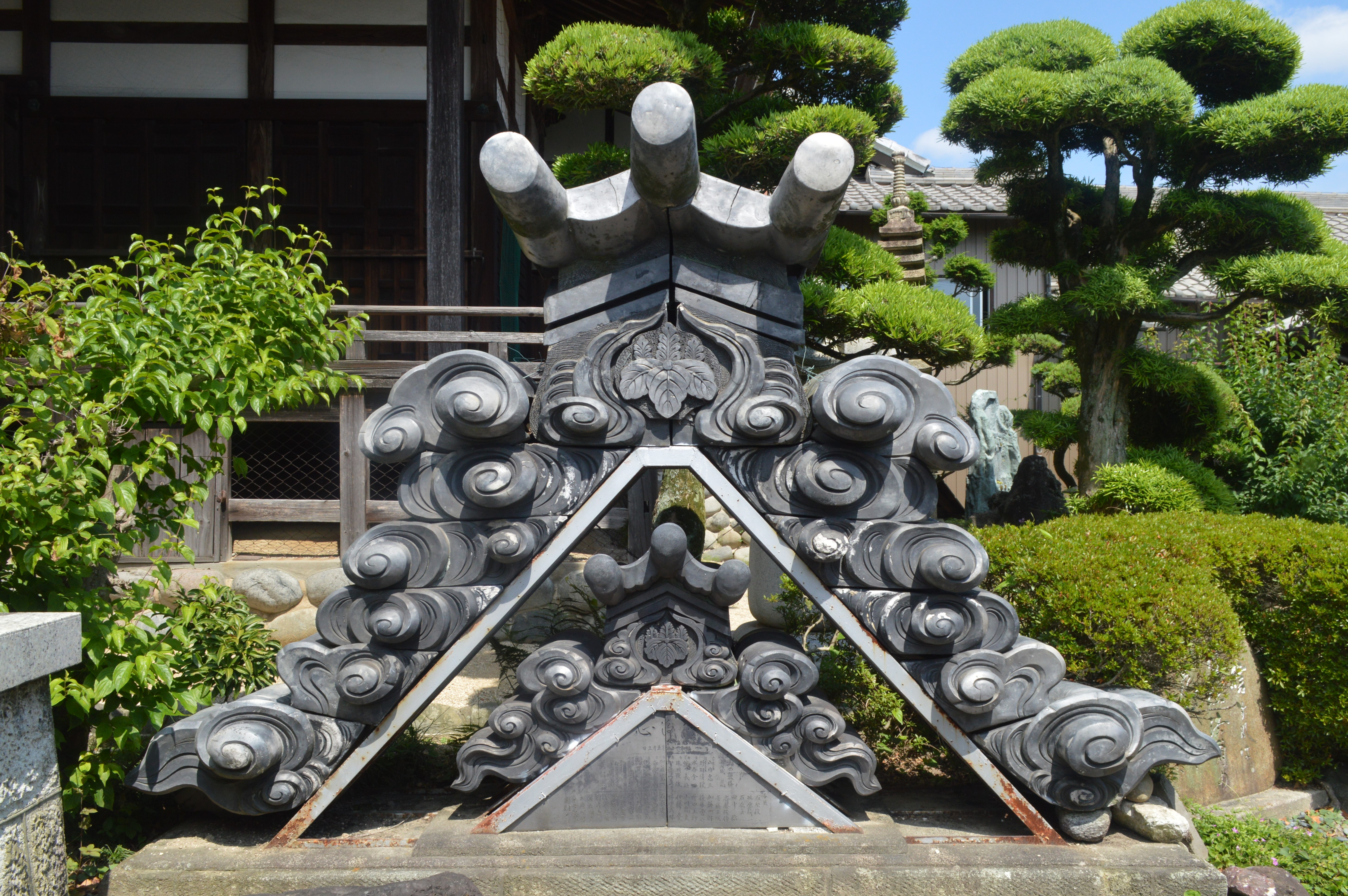
旧本堂の鬼瓦
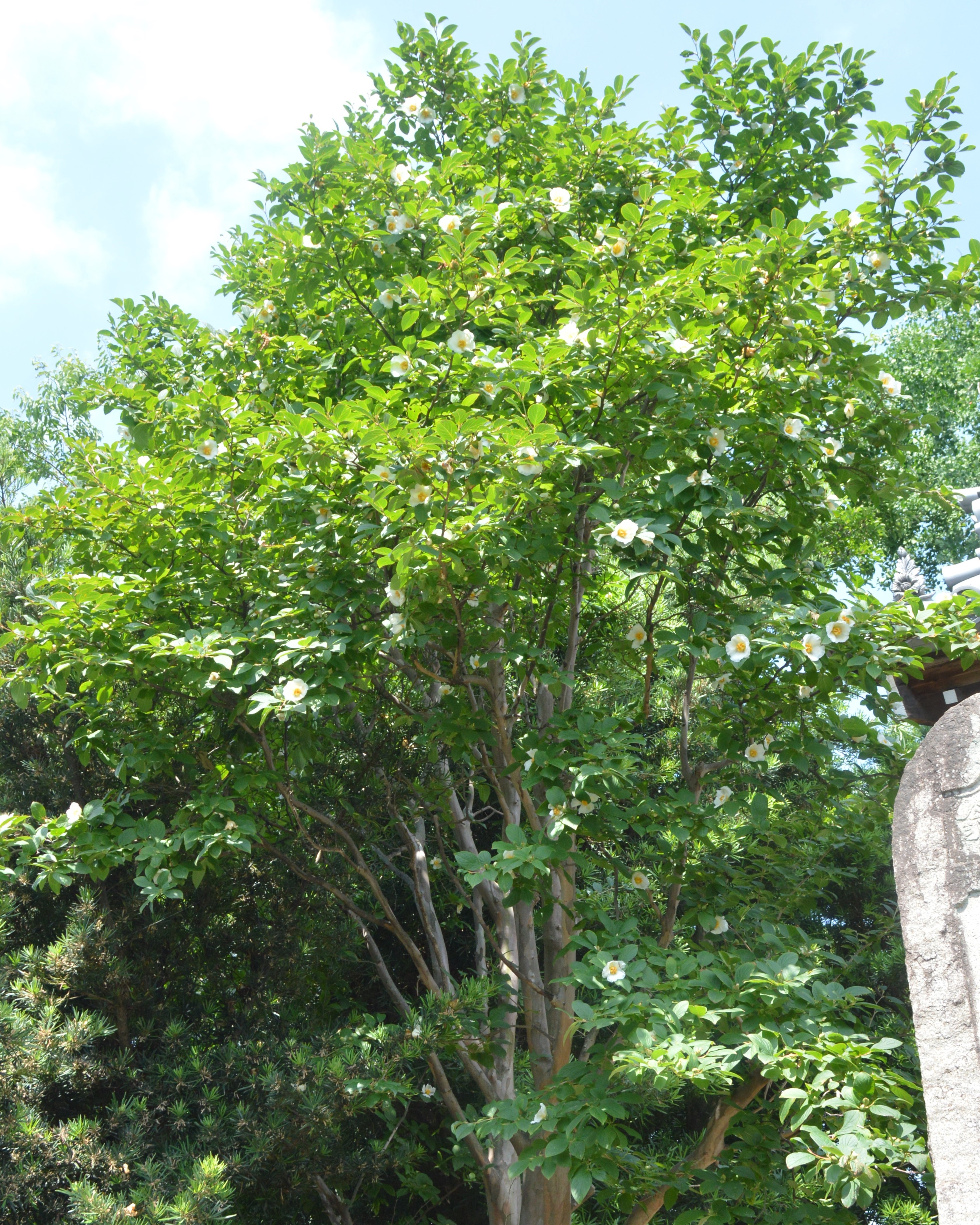
沙羅双樹

## 文化財

### 市指定文化財
- 絹本著色顕如上人像（絵画） - 縦115cm、横42cm[5]。文禄4年（1595年）12月26日、本願寺第12世の教如上人から正琳寺の慶心に下附された顕如の画像である[6]。2005年（平成17年）7月1日指定[6]。2016年（平成28年）保存修理[6]。
- 紙本墨書教如上人消息（書跡） - 縦51.5cm、横21.5cm[5]。慶長6年（1601年）[7]。慶長5年（1600年）に本願寺第12世の教如上人が徳川家康を訪問し、石田三成の手勢に追われて尾張国や美濃国の寺に匿われた際の礼状である[7]。2005年（平成17年）7月1日指定[7]。2014年（平成26年）保存修理[7]。

## 現地情報
所在地
- 愛知県稲沢市祖父江町森上本郷七7-5

アクセス
- 名鉄尾西線森上駅から徒歩